# Лимна
Ли́мна (укр. Лімна) — село в Турковской городской общине Самборского района Львовской области Украины.
Расположено в 21 км от города Турка в 7 км от границы с Польшей.
Старое название — Ло́мна. Село основано выходцами из Валахии в 1519 году.
Местные жители считают, что это название происходит от слова «ломать». Однако, по мнению специалистов, вероятнее, в основе его лежит румынское «lemn» — «древесина», так как здешние места богаты лесными ресурсами.
В селе есть греко-католическая церковь. На горе неподалёку от села установлена фигура Св. Иосафата.

## Ссылка
- История городов и сёл. Львовская область
- Карта села Лимна